# 恒温性

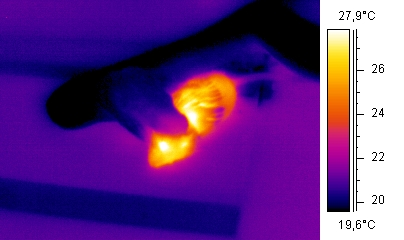
老鼠與蛇的遠紅外線熱影像

恒温性（homeothermy，homothermy，homoiothermy）是一种体温调节机制，能使生物体内温度保持稳定，不受外界环境影响。这种体内温度通常高于周围环境温度，但并非一定。恒温性是温血动物物种（warm-blooded animal species）的三种体温调节方式之一。恒温性的对立面是变温性。
恆溫動物（homeotherms）俗稱溫體動物，在动物学指的是那些能够调节自身体温的动物，其活动性并不像变温动物那样依赖外界温度，與內溫動物（endotherms）不同。
在鳥和哺乳動物会通过新陳代謝产生穩定的體温，已經滅絕的恐龍也可能是恆溫動物。这体现在基础代谢率。恒温动物的基础代谢率远高于变温动物。
身体的体温调节系统保证体温的恒定，并且能在外界环境升高的状态下排出热量。这通常通过液体的蒸发实现，如人类的汗和狗的喘息，还有猫的舔舐。
另有恒温植物，如臭菘（Symplocarpus foetidus），它可以在外界低于0摄氏度的环境下保持20摄氏度的体温，热量是通过花枝的线粒体产生的。（参看连接臭菘冷暖自知 植物也有体温）

## 人類體溫的恆定
人類在天氣炎熱或體溫升高時，活動力會降低，減少熱量的產生，同時皮膚表面微血管的血液量會增加，以加速熱量散失。另外，汗水的蒸發也可帶走過多的熱量。反之，當天氣寒冷或體溫降低時，肌肉會藉著收縮和顫抖產生能量；食慾會增加，藉此獲取更多養分以產生能量，同時流入皮膚微血管的血液量會減少，以降低熱量散失。 

## 人类以外动物体温的恒定
恒温动物通常需要隔热措施，陆生的动物会通过在羽毛或毛发中封存空气层实现。
- 鸟类披有羽毛。而绒毛的隔热效果十分好，所以在人类社会常见有绒毛服装，床垫和睡袋产品。
- 部分恐龙被推测可能是恒温的，例如：暴龍。
- 陆生的哺乳类动物有毛发（兽皮）。羊毛的隔热效果极佳。它的螺旋度比鬃毛高，可以融入更多的空气。
- 水生哺乳动物如鲸和海豹还有一些鸟类（企鹅）有一层特殊的隔离脂肪层，羽毛和毛发在水中就不再能如在陆上那样保暖了。

但是一些哺乳类动物其实并不是严格意义上恒温的，例如在冬眠时，它们的体温会下降10°C以上。这样它们就可以节省能量，可以不吃或少吃（在间或的甦醒状态下）的情况下度过数月的严冬。如刺猬和冬眠鼠。蜂鸟，則非严格意义上恒温鳥類。
一些昆虫也有恒温的趋向，例如蜂能够在外界寒冷的情况下通过肌肉颤抖保持蜂巢的温度大致恒定。但这种恒温不是个体的，而是整个蜂群的。
無脊椎動物和绝大部分的鱼類则称为变温动物，它们的体温不恒定，但某种程度上却是受新陈代谢调节的。